# جوی فاتونه
جوی فاتونه (به انگلیسی: Joey Fatone) (زاده ۲۸ ژانویه ۱۹۷۷) خواننده آمریکایی است.
او عضو گروه انسینک بود.